# Клайнфёрстхен

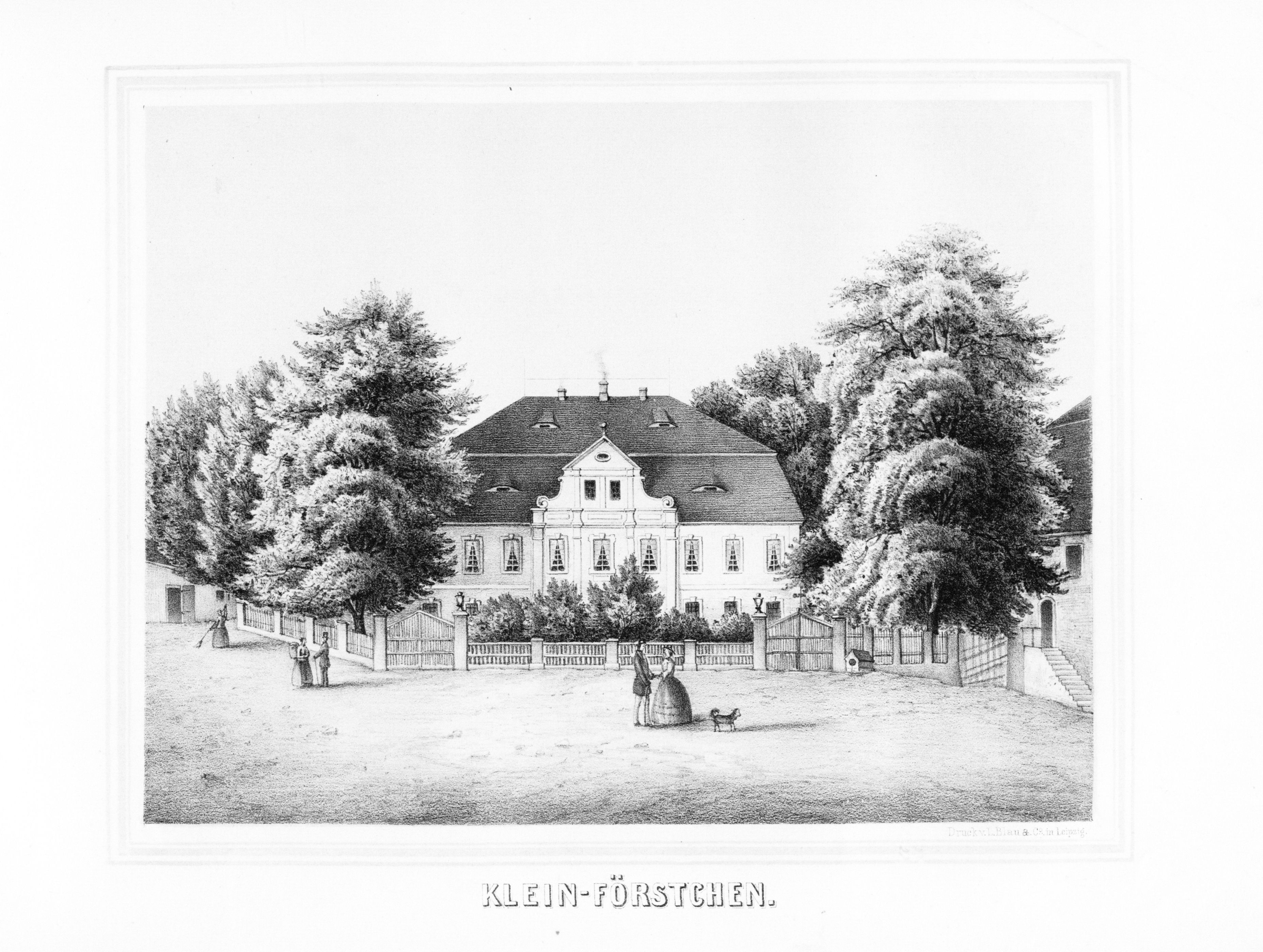
Усадьба, графика 1859 года из «Album der Rittergüter und Schlösser im Königreiche Sachsen III b 317»

Клайнфёрстхен или Ма́ла-Борщ (нем. Kleinförstchen; в.-луж. Mała Boršć) — деревня в Верхней Лужице, Германия. Входит в состав коммуны Гёда района Баутцен в земле Саксония. Подчиняется административному округу Дрезден.

## География
Соседние населённые пункты: на севере — деревни Нове-Блогашецы и Тши-Гвезды, на северо-востоке — деревня Горня-Борщ, на юге — деревня Дживочицы и на северо-западе — деревня Прасков.

## История
Впервые упоминается в 1374 году под наименованием Parvum Forschin.
С 1934 по 1974 года входила в состав коммуны Оберфёрстхен. С 1974 года входит в современную коммуну Гёда. В 1974 году от деревни отделилась в самостоятельную административную единицу деревня Тши-Гвезды.
В настоящее время деревня входит в состав культурно-территориальной автономии «Лужицкая поселенческая область», на территории которой действуют законодательные акты земель Саксонии и Бранденбурга, содействующие сохранению лужицких языков и культуры лужичан.
Исторические немецкие наименования:
- Parvum Forschin, 1374
- Forstchin, 1427
- Forstscheyn, 1437
- Forstchen, 1443
- Cleynen Furstchin, 1449
- Clein Borsek, 1456
- Cleinforstchin, 1491
- Fforschtigin, 1497
- Cleinforstchen, 1510
- Klein Forstchin, 1569
- Förstigen, 1658
- Klein Förstgen, 1768

## Население
Официальным языком в населённом пункте, помимо немецкого, является также верхнелужицкий язык.
Согласно статистическому сочинению «Dodawki k statisticy a etnografiji łužickich Serbow» Арношта Муки в 1884 году проживало 135 человек (из них —115 серболужичан (85 %)).
Численность деревни значительно возросла в 50-е годы XX столетия во время индустриализации Лужицы. В 1950 году население деревни составляло 642 человека. В 1974 году от деревни отделилась деревня Тши-Гвезды, после чего численность населения уменьшилась. В начале XXI века численность жителей снизилась до уровня середины XIX века.
| 1834 | 1871 | 1890 | 1910 | 1925 | 1939 | 1946 | 1950 | 1964 | 2006 | 2016 |
| ---- | ---- | ---- | ---- | ---- | ---- | ---- | ---- | ---- | ---- | ---- |
| 79   | 150  | 139  | 241  | 308  | 494  | 603  | 642  | 604  | 105  | 80   |

## Достопримечательности
Памятники культуры и истории земли Саксония
- Бывшая усадьба с парком, дома 1, 1a, 1e, 1h; 1890 год (№ 09251499);
- Господский дом, д. 1, 1890 год (№ 09302745);